# Joseph Duffy
Joseph Duffy (ur. 3 lutego 1934 w Dublinie) – irlandzki duchowny rzymskokatolicki, w latach 1979-2010 biskup Clogher.

## Życiorys
Święcenia kapłańskie przyjął 22 czerwca 1958. 7 lipca 1979 został mianowany biskupem Clogher. Sakrę biskupią otrzymał 2 września 1979. 6 maja 2010 przeszedł na emeryturę.